# Kroppetjärnen (Alingsås socken, Västergötland)
Kroppetjärnen är en sjö i Alingsås kommun i Västergötland och ingår i Göta älvs huvudavrinningsområde. Sjön är 8,5 meter djup, har en yta på 0,008 kvadratkilometer och är belägen 159 meter över havet.